# Helvetios
Helvetios è il quinto album in studio del gruppo musicale folk metal svizzero Eluveitie, in uscita il 10 febbraio 2012 per Nuclear Blast.
L'album è trapelato online prima della data prevista già da Gennaio 2012.
È l'ultimo album che vede la presenza di Meri Tadić al violino, che lascia la band per motivi personali, venendo sostituita da Nicole Ansperger.

## Tracce
CD
1. Prologue - 1:24
2. Helvetios - 4:00
3. Luxtos - 3:55
4. Home - 5:16
5. Santonian Shores - 3:58
6. Scorched Earth - 4:18
7. Meet the Enemy - 3:46
8. Neverland - 3:42
9. A Rose for Epona - 4:26
10. Havoc - 4:04
11. The Uprising - 3:41
12. Hope - 2:27
13. The Siege - 2:44
14. Alesia - 3:58
15. Tullianum - 0:24
16. Uxellodunon - 3:51
17. Epilogue - 3:14

Bonus Track
1. A Rose for Epona (acoustic version)

DVD
1. A Rose for Epona (video clip)
2. Havoc (video clip)
3. Making of a Rose for Epona
4. Making of Havoc
5. A Closer Look @ the Lyrics (interview)
6. Live @ Feuertanz 2010 (4 songs live)

## Formazione
- Chrigel Glanzmann – voce, arpa, flauti, uilleann pipes, mandola, bodhrán
- Anna Murphy – voce in "The Siege" and "Meet the Enemy", ghironda
- Kay Brem – basso, voce di Cesare in "Havoc"
- Ivo Henzi – chitarra
- Simeon Koch – chitarra, mandola
- Patrick "Päde" Kistler – cornamusa, flauti
- Merlin Sutter – batteria
- Meri Tadić – violino